# Остров Желтухина
Остров Желтухина — небольшой остров в заливе Петра Великого Японского моря, самый южный в архипелаге императрицы Евгении. Размеры 830 на 350 м. Расположен в 39 км к юго-западу от центра Владивостока, в 4,1 км от острова Рикорда и в 1,1 км от ближайшего острова Моисеева. Административно принадлежит Фрунзенскому району г. Владивостока. На острове Желтухина находится самая южная точка территории г. Владивостока.
Обследован в 1862—1863 гг. гидрографической экспедицией подполковника КФШ В. М. Бабкина. Тогда же назван по фамилии командира корвета «Калевала» капитан-лейтенанта Ф. Н. Желтухина.

## Природа
В рельефе выделяется две возвышенности в западной и восточной частях, разделённые широкой седловиной, отчего остров имеет узнаваемые очертания седла. Высшая точка 75 м, находится в западной части. К югу и востоку остров обрывается крутыми скалистыми склонами. К северу плавно понижается к обширной серпообразной бухте. Горные породы, слагающие остров — граниты красноватого цвета.
Общая протяжённость береговой линии — 2,7 км. Из них 720 м — галечниковый и валунный пляж на северном и западном побережье и 190 м пляж на южном берегу. Остальные 1,8 км — скалистые обрывы. От юго-восточной оконечности острова Желтухина к югу на 190 м тянется полоса рифов и надводных камней. В 6—10 метрах от северо-восточной оконечности в море возвышается приметный кекур, более 40 м в диаметре.
Остров Желтухина находится далеко от материка. Изобата с глубиной 50 м проходит примерно в километре от юго-восточного берега. Подводные склоны острова заканчиваются на глубинах до 36 м.
На острове Желтухина нет распадков и ложбин, где могла бы скапливаться пресная вода. Её источники представляют собой лишь немногочисленные выходы грунтовых вод в береговых обрывах, где вода сочится по трещинам скал.
Наибольшую площадь на острове занимает широколиственный лес, в котором преобладает дуб. Деревья низкорослы, но произрастают плотно, местами встречается густой подлесок из кустарников. Луговая растительность встречается по гребням, по краям обрывов и в обрамлении северной серпообразной бухты.

## Население
На острове никогда не было населённых пунктов и промышленных или сельскохозяйственных предприятий. Тем не менее, среди окрестных необитаемых островов на острове Желтухина наиболее явно видны следы человеческой деятельности. Прежде всего это касается северного побережья. В XX веке на остров была завезена списанная боевая техника, которая являлась мишенями для учебных стрельб Тихоокеанского флота. В северной и центральной части острова в густом лесу находится множество воронок от бомб и снарядов.
До 1990-х — 2000-х годов остров редко посещался людьми. После 2000 года с появлением большого количества моторных лодок и катеров, количество туристов неуклонно возрастает. Остров известен своими необычными ландшафтами с ржавыми танками среди буйной растительности, множеством живописных мест дайверских погружений. Вопреки своей удалённости от Владивостока, именно этот фактор способствует большому наплыву отдыхающих в летний период. Остров Желтухина является поворотной точкой большинства туристических экскурсий и круизов в архипелаге островов, расположенных к югу от Владивостока. Галечниковый пляж удобен для высадки с маломерных судов и позволяет разместиться множеству отдыхающих. Фактически, в период навигации маломерного флота остров перестаёт быть необитаемым, а в пик купального сезона на нём может находиться более сотни человек.